# Сидни Пени
Сидни Маргарет Пени (родена в Нашвил, щата Тенеси на 7 август 1971 г.) е американска актриса.
Известна е с ролите на Джулия Сантос Кийфър в сапунената опера „Всички мои деца“ и Саманта „Сам“ Кели в сапунената опера „Дързост и красота“ на CBS.
Още 10-годишна играе младата Меги в популярния телевизионен мини-сериал „Птиците умират сами“. Като тийнейджърка се появява във филма Бледият ездач (1985) на Клинт Истууд.
Тя е изиграла ролята на света Бернадет в 2 филма на френски език – „Бернадет“ и „Страстите на Бернадет“.
Пени също се появява в сериалите „Санта Барбара“ като Би Джей Уолкър през 1992 – 1993 г., в „Сънсет бийч“ като Мег Къмингс (заменена от Сюзън Уорд през 1999 г.), в „Бевърли Хилс 90210“ и в „Заливът Хиперион“ като Дженифър. Известна е и с ролята си на Джой Арден в телевизионния сериал „Ларго Уинч“ (2001 – 2003).

## Филмография
- Бледият ездач (1985) като Меган Уилър[2]
- Hyper Sapien: Хора от друга звезда (1986) като Робин
- Бернадет (1988, френски) като Бернадет
- Страстите на Бернадет (1990, френски) като Бернадет
- В окото на змията (1990) като Малика
- Омагьосан (1998) като Натали Рос
- Пешката (1998) като Меган
- Малкият червен вагон (2012) като Ашли Лагаре
- Засада в Тъмния каньон (2012) като Мадлен Донован
- Перфектното лято (2013) като Aлиса
- Сърцето на страната (2013) като Кандис
- Планински връх (2017) като съдия Коберг